# Chiese di Bologna

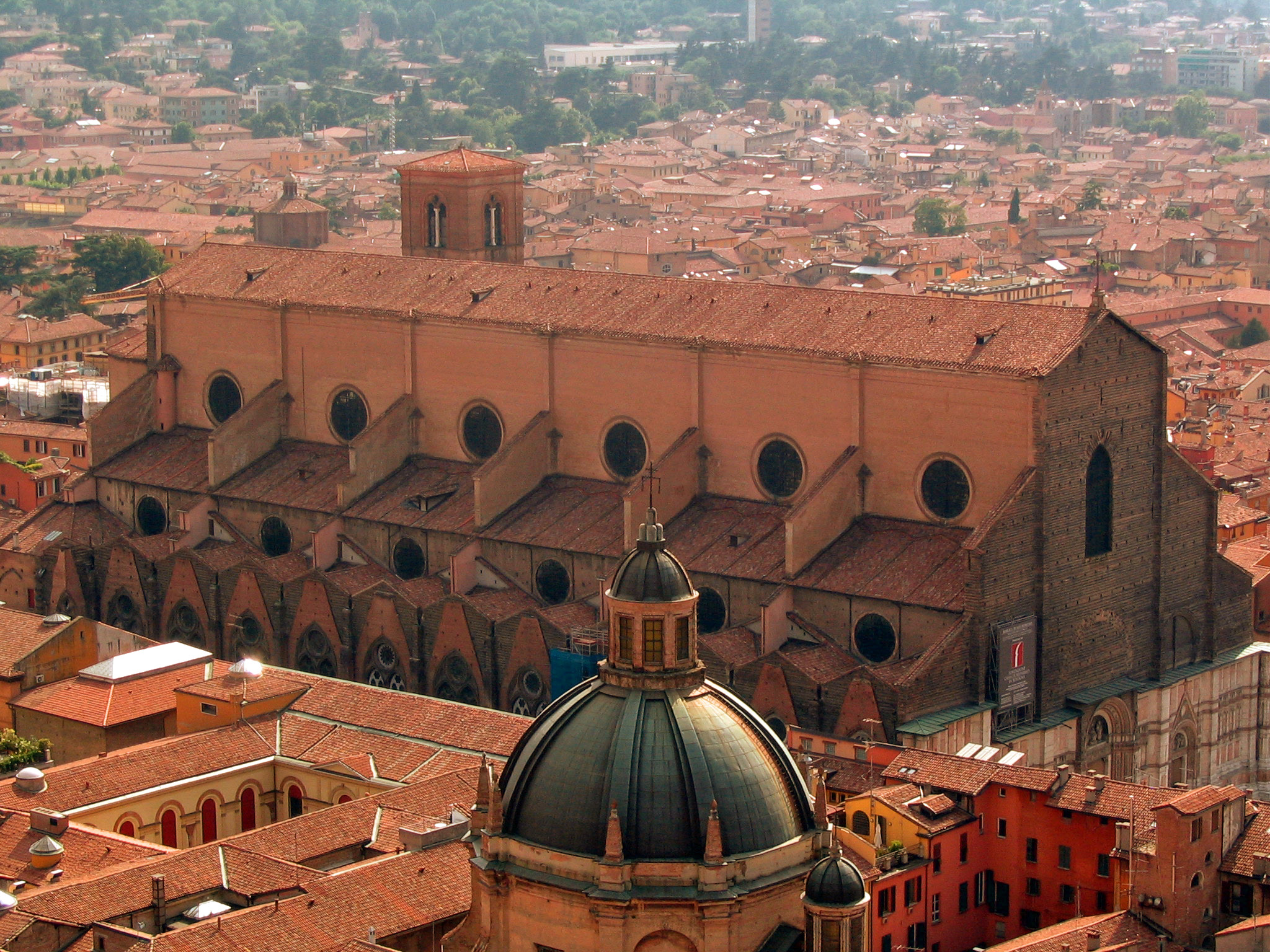
La basilica di San Petronio vista dalla Torre degli Asinelli

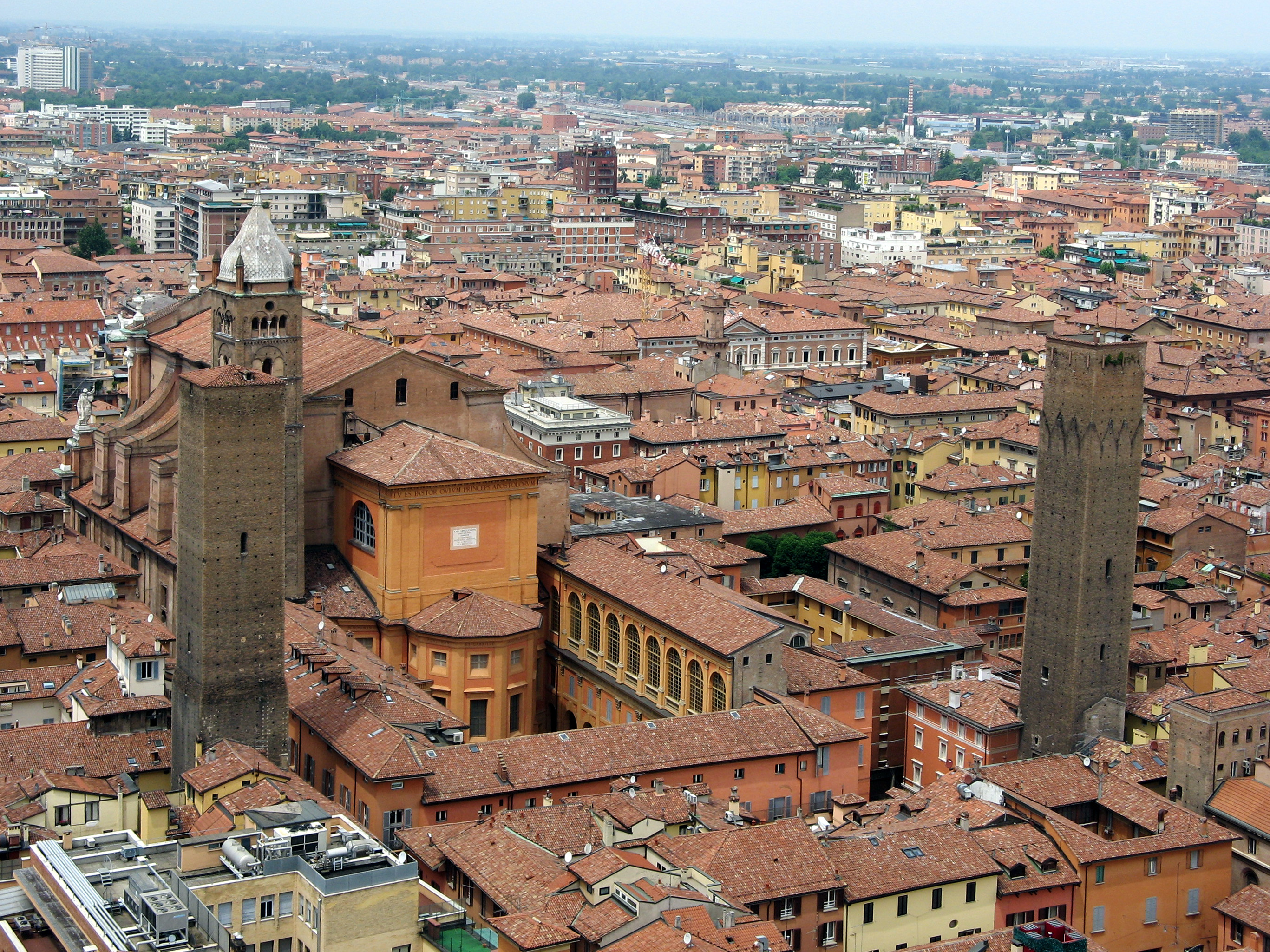
Cattedrale di San Pietro vista dalla Torre degli Asinelli

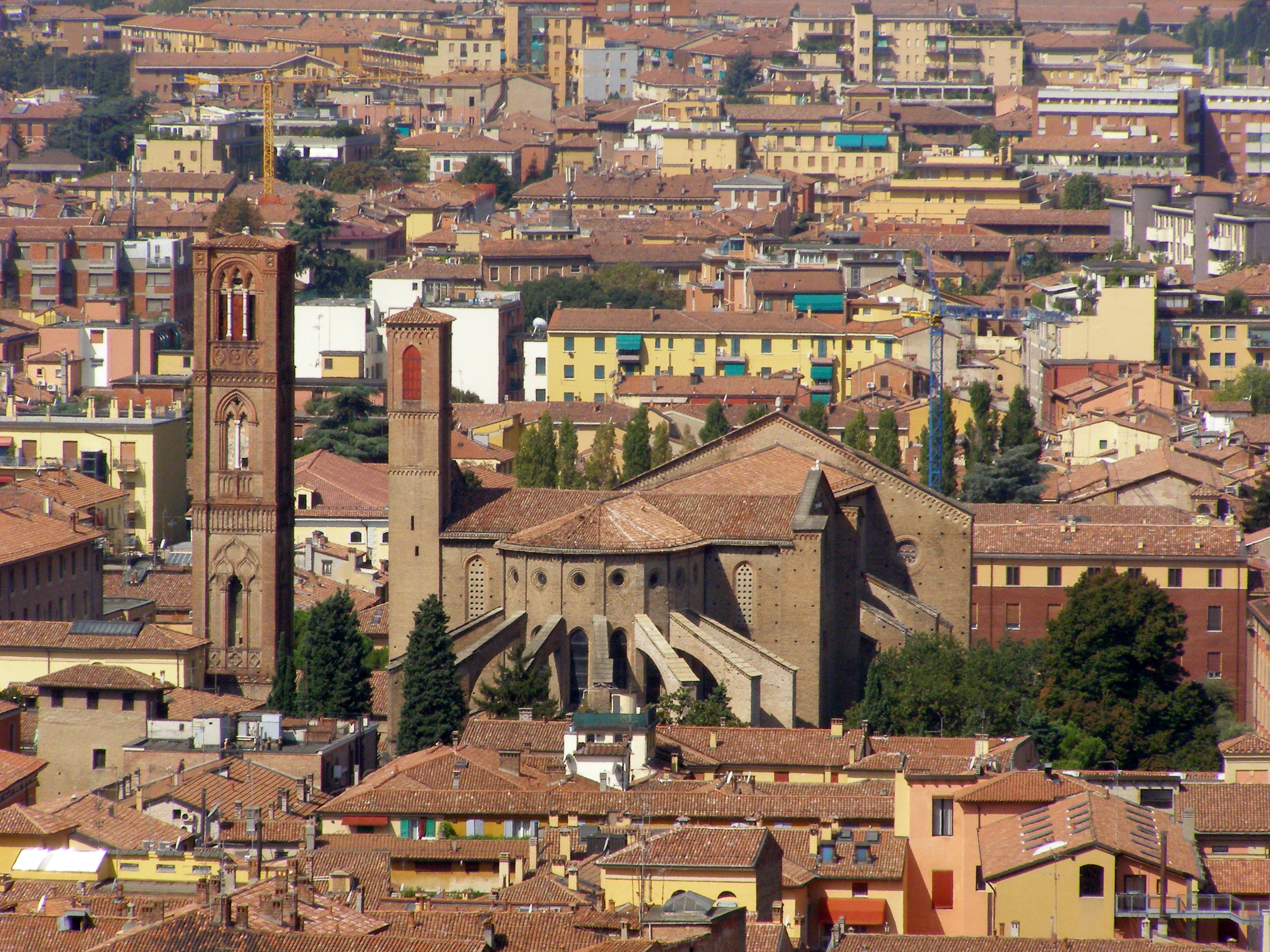
Basilica di San Francesco

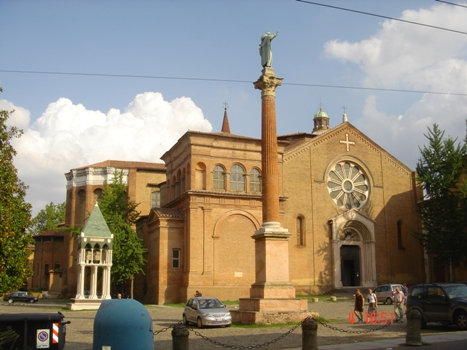
Basilica di San Domenico

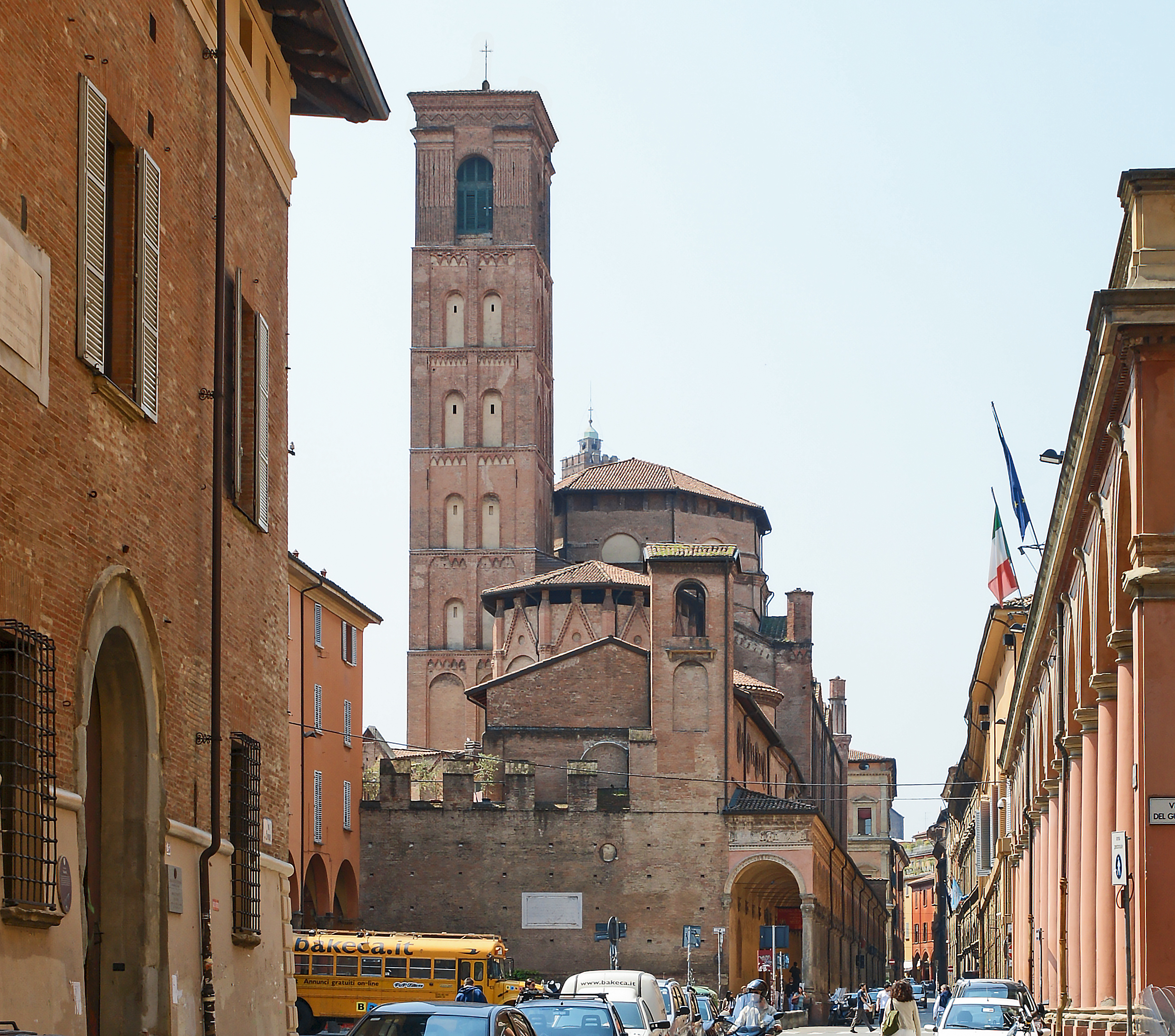
Basilica di San Giacomo Maggiore

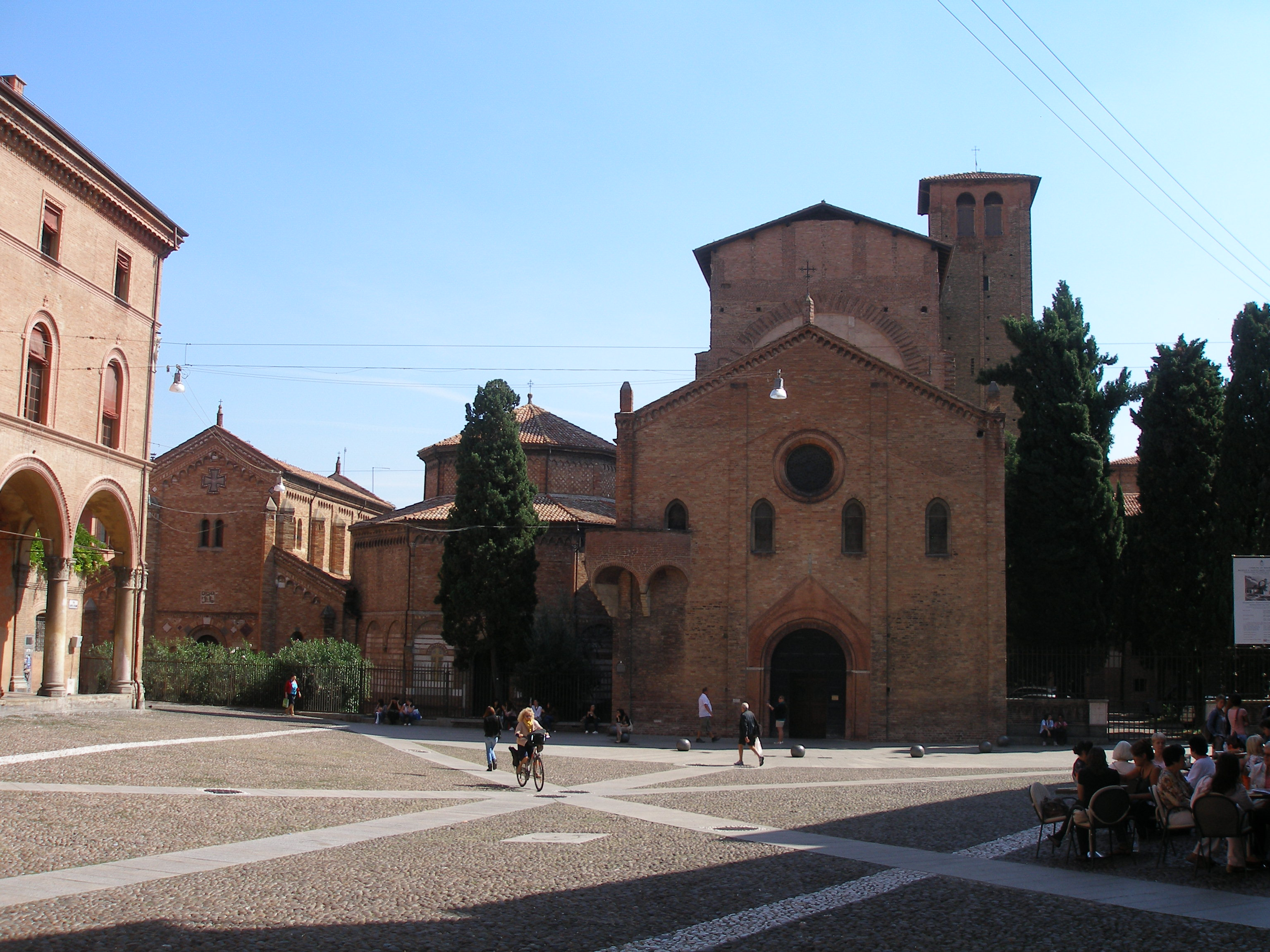
Il complesso di Santo Stefano

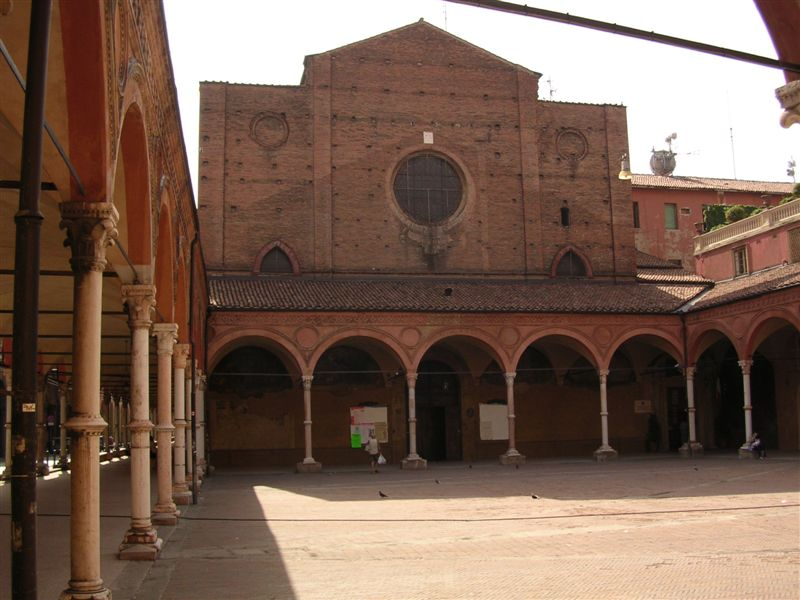
Basilica di Santa Maria dei Servi

Per chiese di Bologna si intendono gli edifici di culto cristiani della città di Bologna.

## Chiese e oratori del centro storico
- Cattedrale di San Pietro
- Basilica di San Petronio
- Basilica di San Domenico
- Basilica di San Francesco
- Basilica di San Giacomo Maggiore
- Basilica di Santa Maria dei Servi
- Basilica di San Martino
- Basilica di San Paolo Maggiore
- Basilica di Santo Stefano o complesso delle Sette Chiese
- Chiesa della Madonna dei Poveri (o di Santa Maria Regina dei Cieli)
- Chiesa di Santa Maria del Soccorso
- Chiesa di Sant'Antonio Abate
- Chiesa di San Benedetto
- Chiesa di San Carlo
- Chiesa di San Clemente degli Spagnoli
- Chiesa di San Donato
- Chiesa di San Giovanni Battista dei Celestini
- Chiesa di San Giovanni in Monte
- Chiesa di San Giuliano
- Chiesa di San Michele dei Leprosetti
- Chiesa di San Nicolò degli Albari
- Chiesa di San Procolo
- Chiesa di San Salvatore
- Chiesa di San Sigismondo
- Chiesa di Sant'Isaia
- Chiesa di Sant'Orsola
- Chiesa di Santa Caterina di Strada Maggiore
- Chiesa di Santa Caterina di via Saragozza
- Chiesa di Santa Croce
- Chiesa di Santa Maria dei Caprara
- Chiesa di Santa Maria del Baraccano
- Chiesa di Santa Maria della Carità
- Chiesa di Santa Maria della Pietà
- Chiesa di Santa Maria della Purificazione (detta della Mascarella)
- Chiesa di Santa Maria della Visitazione (detta del Ponte delle Lame)
- Chiesa di Santa Maria della Vita
- Chiesa di Santa Maria delle Muratelle
- Chiesa di Santa Maria e San Domenico della Mascarella
- Chiesa di Santa Maria e San Valentino della Grada
- Chiesa di Santa Maria in Galliera
- Chiesa di Santa Maria Maddalena
- Chiesa di Santa Maria Maggiore
- Chiesa dei 33 anni di Nostro Signore Gesù Cristo
- Chiesa dei Santi Bartolomeo e Gaetano
- Chiesa dei Santi Cosma e Damiano
- Chiesa dei Santi Filippo e Giacomo
- Chiesa dei Santi Giuseppe e Ignazio
- Chiesa dei Santi Gregorio e Siro
- Chiesa dei Santi Naborre e Felice (cripta di San Zama)
- Chiesa dei Santi Vitale e Agricola in Arena
- Chiesa del Santissimo Crocifisso del Cestello
- Chiesa della Santissima Trinità
- Chiesa metodista
- Monastero del Corpus Domini
- Oratorio di Santa Cecilia
- Oratorio della Madonna dell'Orazione (complesso di San Colombano)
- Oratorio di San Filippo Neri
- Oratorio di Santa Maria dei Guarini
- Oratorio dello Spirito Santo
- Oratorio di San Rocco
- Santuario della Madonna della Pioggia (o di San Bartolomeo di Reno)

## Chiese e oratori al di fuori del centro storico

### Chiese nel quartiere Borgo Panigale-Reno

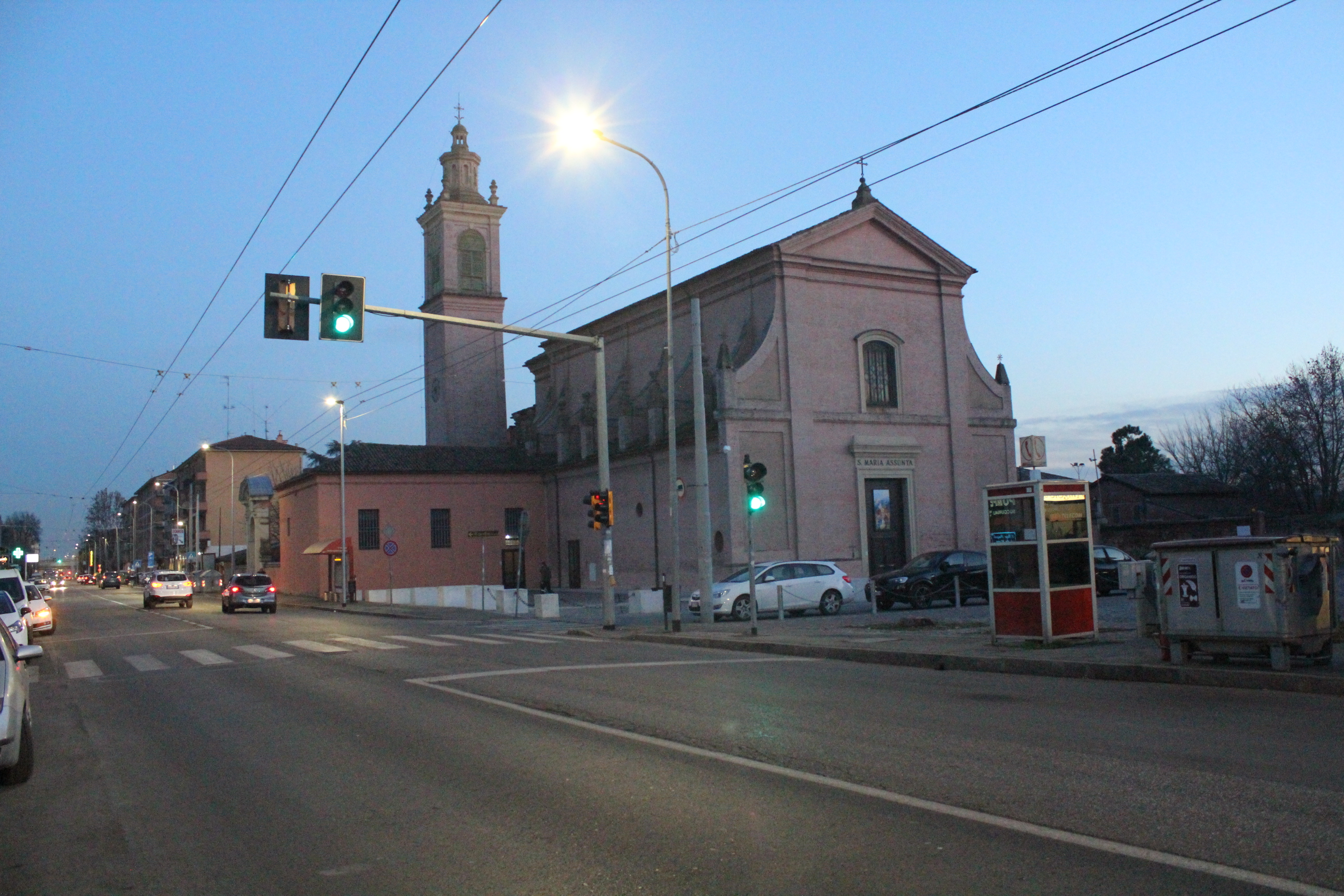
Chiesa di Santa Maria Assunta a Borgo Panigale

- Chiesa della Beata Vergine Immacolata alla Certosa
- Chiesa del Cuore Immacolato di Maria
- Chiesa di Cristo Re
- Chiesa di Nostra Signora della Pace
- Chiesa di Sant'Andrea della Barca
- Chiesa di San Giovanni Battista di Medola
- Chiesa di San Pio X
- Chiesa di Santa Maria Assunta di Borgo Panigale
- Chiesa dei Santi Giovanni Battista e Gemma Galgani
- Chiesa dello Spirito Santo

### Chiese nel quartiere Navile
- Chiesa di Gesù Buon Pastore
- Chiesa dei Santi Angeli Custodi

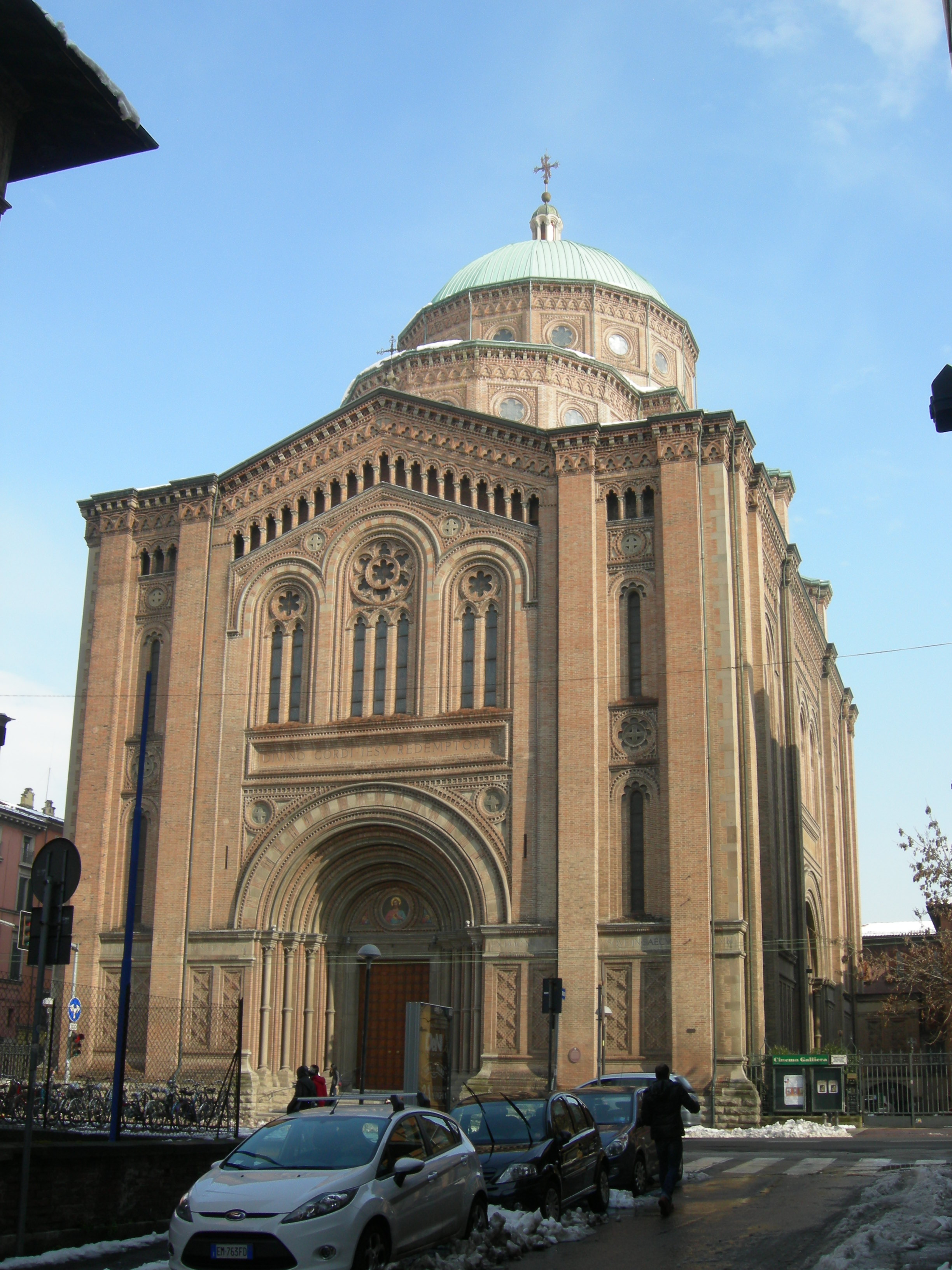
Chiesa del Sacro Cuore

- Chiesa di Sant'Antonio di Padova a La Dozza
- Chiesa di San Bartolomeo della Beverara
- Chiesa di San Cristoforo
- Chiesa del Sacro Cuore
- Chiesa di San Girolamo dell'Arcoveggio
- Chiesa di San Giuseppe Lavoratore
- Chiesa di Sant'Ignazio di Antiochia
- Chiesa dei Santi Monica e Agostino
- Chiesa dei Santi Savino e Silvestro di Corticella
- Chiesa di San Martino di Bertalia

### Chiese nel quartiere Porto-Saragozza
- Chiesa di Maria Regina Mundi
- Chiesa di Sant'Eugenio
- Chiesa della Sacra Famiglia
- Chiesa di San Gioacchino

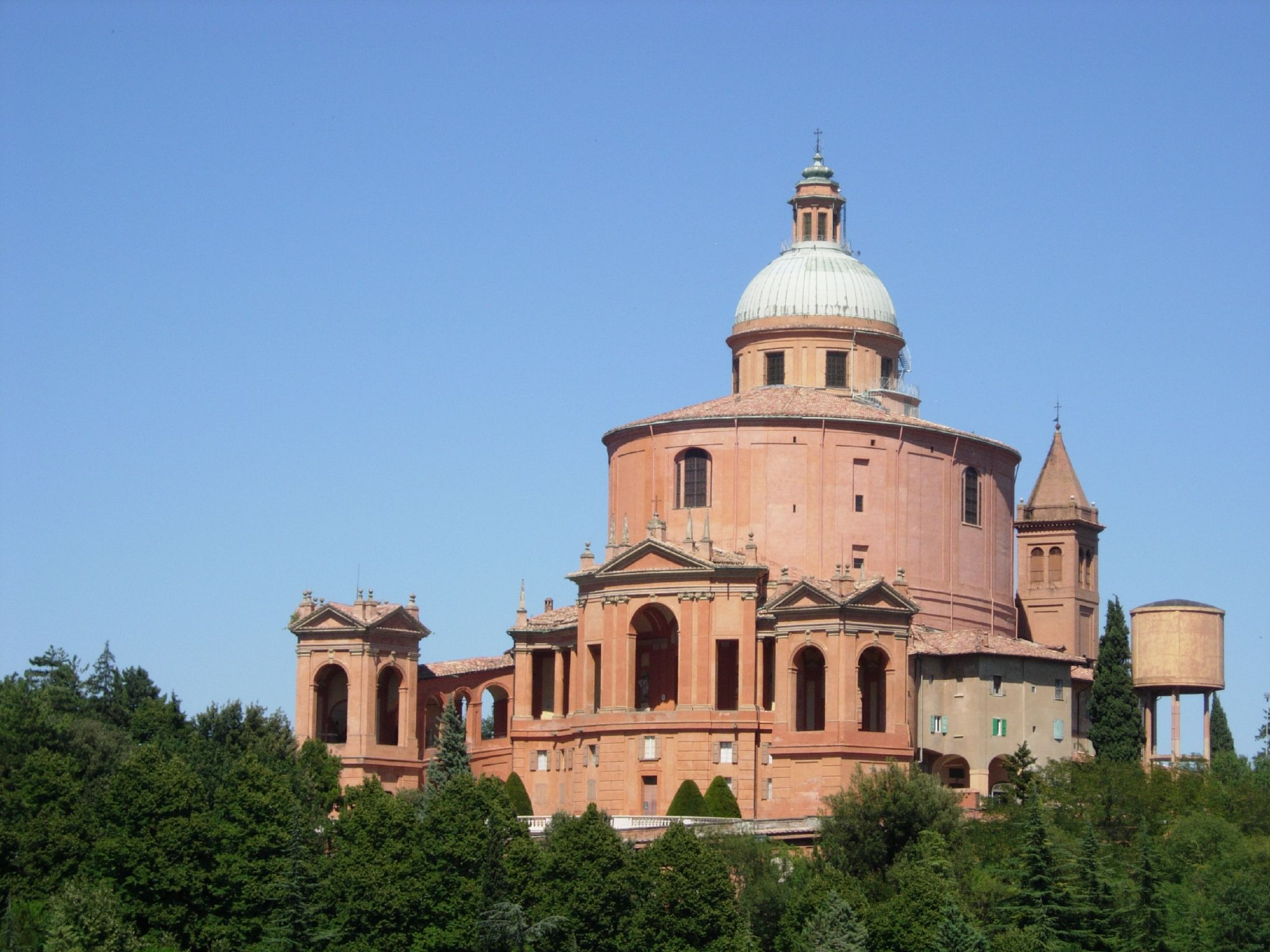
Santuario della Madonna di San Luca

- Chiesa di San Girolamo alla Certosa
- Chiesa di San Giuseppe
- Chiesa di San Giuseppe Cottolengo
- Chiesa di San Paolo di Ravone
- Chiesa di Santa Maria Assunta di Casaglia
- Chiesa di Santa Maria delle Grazie in San Pio V
- Chiesa di Santa Maria Madre della Chiesa
- Santuario della Madonna di San Luca

### Chiese nel quartiere San Donato-San Vitale

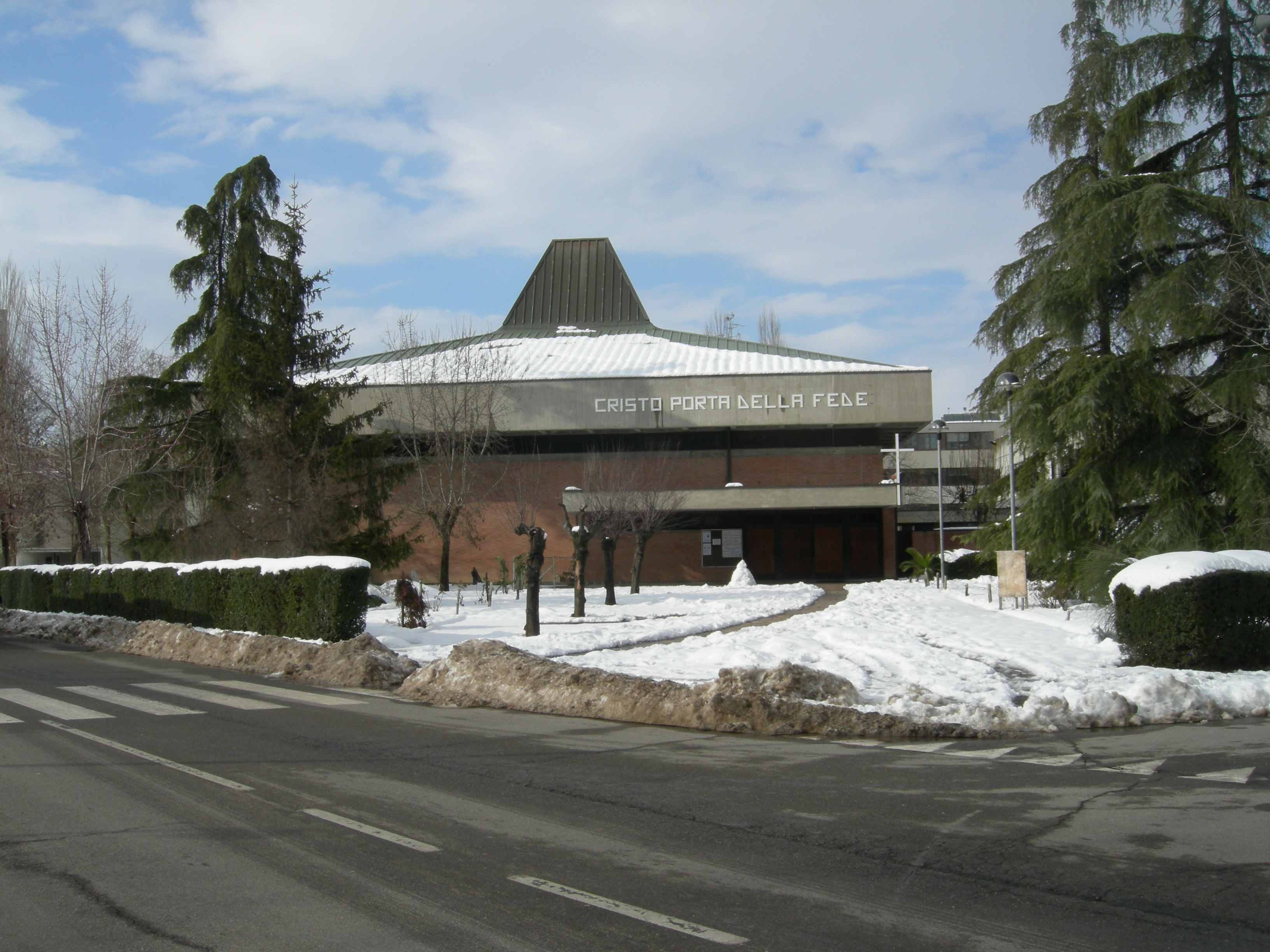
Chiesa di Santa Caterina da Bologna, di Luigi Vignali (1980-84)

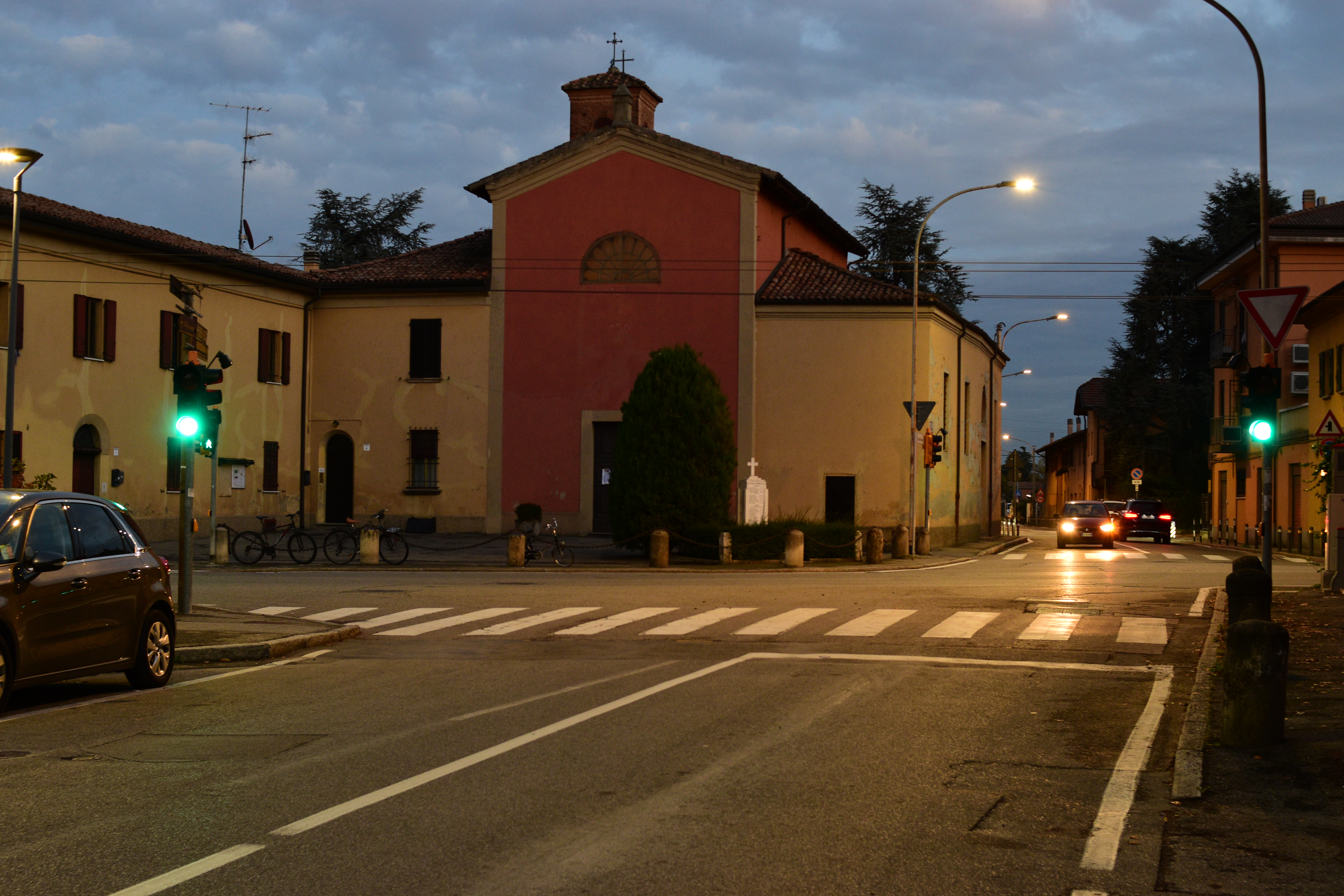
Chiesa della Croce del Biacco

- Chiesa di Sant'Andrea di Quarto Superiore
- Chiesa di Sant'Antonio di Savena
- Chiesa di Sant'Antonio Maria Pucci
- Chiesa di Santa Caterina da Bologna al Pilastro
- Chiesa di San Domenico Savio
- Chiesa di San Donnino
- Chiesa di Sant'Egidio
- Chiesa di San Giacomo della Croce del Biacco
- Chiesa di San Giovanni Battista di Calamosco
- Chiesa di Santa Maria del Suffragio
- Chiesa di San Nicolò di Villola
- Chiesa di Santa Rita
- Chiesa di San Vincenzo de' Paoli

### Chiese nel quartiere Santo Stefano
- Basilica di Sant'Antonio di Padova
- Cenobio di San Vittore
- Complesso dei Santi Francesco Saverio e Mamolo
- Chiesa di Sant'Antonio Abate (presso il Collegio San Luigi)
- Chiesa di Sant'Apollinare di Paderno
- Chiesa della Madonna di Loreto
- Chiesa di Santa Maria Assunta di Roncrio
- Chiesa di Santa Maria della Misericordia
- Chiesa di Santa Maria Goretti
- Chiesa di Santa Maria Lacrimosa degli Alemanni
- Chiesa di Sant'Anna
- Chiesa di San Michele Arcangelo di Gaibola
- Chiesa di San Michele in Bosco
- Chiesa di San Paolo in Monte (convento dell'Osservanza)
- Chiesa di San Severino
- Chiesa di San Silverio di Chiesa Nuova
- Chiesa della Santissima Annunziata a Porta Procula
- Eremo di Ronzano
- Santuario o Rotonda di Santa Maria del 
Monte

### Chiese nel quartiere Savena
- Chiesa della Beata Vergine del Carmine di Monte Donato
- Chiesa del Corpus Domini
- Chiesa della Madonna del Lavoro
- Chiesa di Nostra Signora della Fiducia
- Chiesa di San Gaetano
- Chiesa di San Giacomo fuori le Mura
- Chiesa di San Giovanni Bosco
- Chiesa di San Lorenzo
- Chiesa di Santa Maria Annunziata di Fossolo
- Chiesa di San Ruffillo
- Chiesa di Santa Teresa

## Chiese e oratori sconsacrati

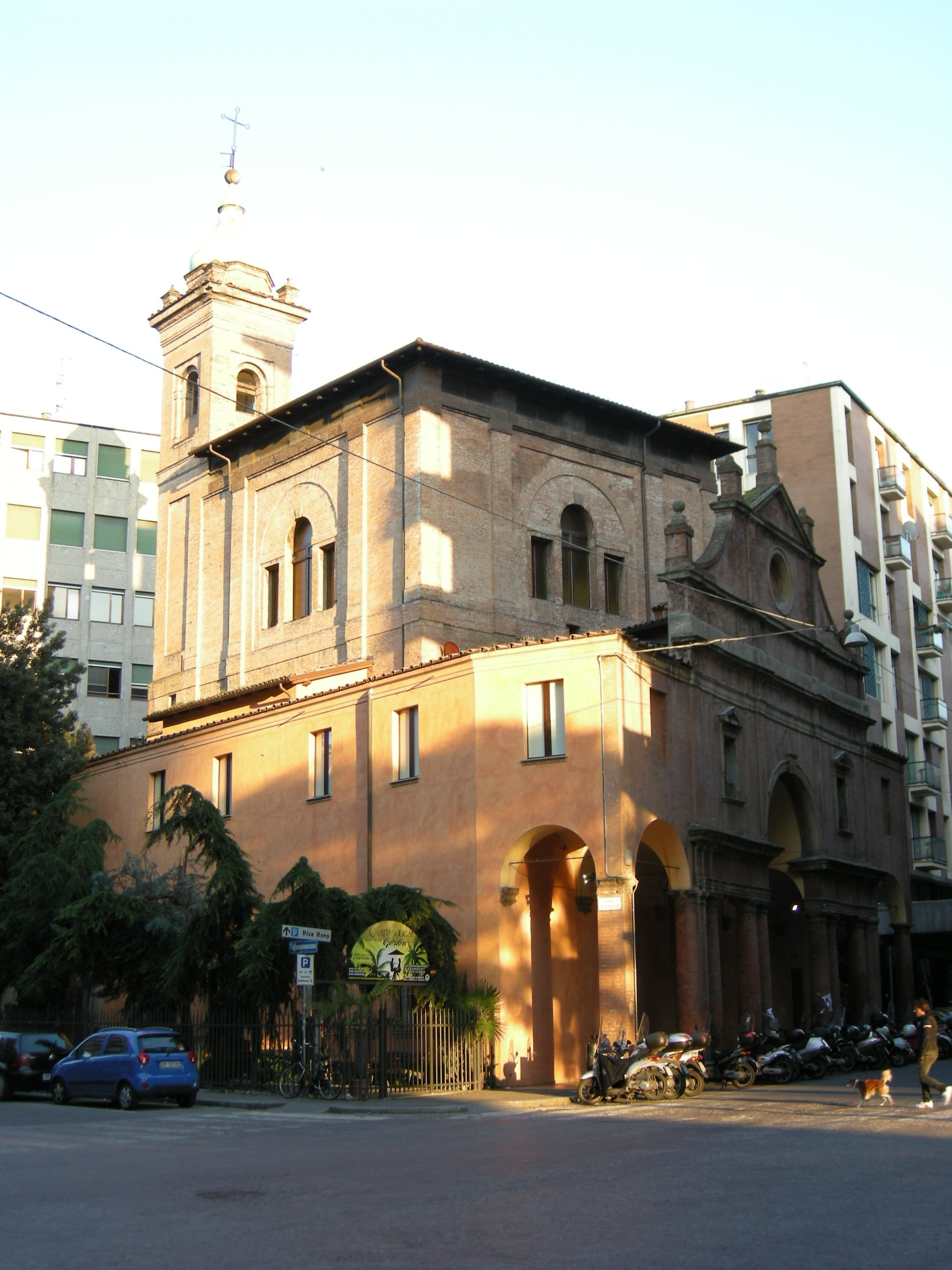
Ex chiesa di Santa Maria del Buon Pastore

- Ex chiesa di Santa Apollonia di Mezzaratta
- Ex chiesa di San Barbaziano
- Ex chiesa di San Colombano, con cappella e oratorio della Madonna dell'Orazione
- Ex chiesa di Santa Cristina
- Ex chiesa di San Cristoforo
- Ex chiesa di San Giobbe
- Ex chiesa di San Giorgio in Poggiale
- Ex chiesa dei Santi Girolamo ed Eustachio
- Ex chiesa di Santa Lucia
- Ex chiesa di Sant'Andrea del Ponte Maggiore al Pontevecchio (o oratorio di Pontevecchio)
- Ex chiesa di Santa Maria degli Angeli
- Ex chiesa di Santa Maria del Buon Pastore
- Ex chiesa di Santa Maria dei Bulgari
- Ex chiesa di Santa Maria della Neve
- Ex chiesa di Santa Maria delle Laudi
- Ex chiesa di Santa Maria della Pietà e di San Rocco del Pratello
- Ex chiesa di Santa Maria della Pietà, detta del Piombo (oggi Casa Carducci)
- Ex chiesa di Santa Maria Rotonda dei Galluzzi
- Ex chiesa di San Mattia
- Ex chiesa di San Michele di Jola
- Ex chiesa di San Nicolò di San Felice
- Ex chiesa dello Spirito Santo
- Ex oratorio di San Giovanni Battista dei Fiorentini